# Myotis simus
Myotis simus  (Thomas, 1901) è un pipistrello della famiglia dei Vespertilionidi diffuso in America meridionale.

## Descrizione

### Dimensioni
Pipistrello di piccole dimensioni, con la lunghezza della testa e del corpo tra 47 e 56 mm, la lunghezza dell'avambraccio tra 34 e 39 mm, la lunghezza della coda tra 35 e 39 mm, la lunghezza del piede di 10 mm, la lunghezza delle orecchie di 14 mm e un peso fino a 8 g.

### Aspetto
La pelliccia è corta, densa e lanosa. Le parti dorsali sono brunastre o fulvo-ocra. Le parti ventrali sono giallo-brunastre. Le orecchie sono nerastre, ben separate tra loro, corte e strette. Il trago è lungo quanto la metà del padiglione auricolare, stretto, affusolato e con un piccolo lobo rotondo alla base. Le membrane alari sono nerastre, più strette al livello del gomito e attaccate posteriormente sulle caviglie. I piedi sono grandi. Il calcar ha una piccola carenatura.

## Biologia

### Comportamento
Si rifugia nelle cavità degli alberi, tra le rocce ed in edifici abbandonati, dove forma colonie da decine a centinaia di individui. L'attività predatoria solitamente inizia al calare del buio. Il volo è veloce e con virate improvvise.

### Alimentazione
Si nutre di falene, scarafaggi e mosche che cattura in volo.

## Distribuzione e habitat
Questa specie è diffusa in Colombia meridionale, Ecuador, Perù settentrionale ed orientale, stati brasiliani di Amazonas e Mato Grosso do Sul, Paraguay e Argentina nord-orientale. Gli individui della Bolivia sono stati recentemente identificati come una nuova specie, M.midastactus.
Vive nelle foreste umide tropicali.

## Conservazione
La IUCN Red List, considerata l'assenza di informazioni recenti sull'areale, le eventuali minacce, lo stato della popolazione e i requisiti ecologici, classifica M.simus come specie con dati insufficienti (DD).